# Where Myth Fades To Legend
Where Myth Fades To Legend är Alesanas andra fullängdsalbum och släpptes i juni 2008.

## Låtlista
1. "This Is Usually The Part Where People Scream" - 3:46
2. "Goodbye, Goodnight, For Good" - 3:32
3. "Seduction" - 4:46
4. "A Most Profound Quiet" - 3:17
5. "Red And Dying Evening" 3:28
6. "Better Luck Next Time, Prince Charming" - 3:20
7. "The Uninvited Thirteenth" - 3:40
8. "Sweetheart, You Are Sadly Mistaken" - 5:22
9. "And They Call This Tragedy" - 3:43
10. "All Night Dance Parties In The Underground Palace" - 3:18
11. "Endings Without Stories" - 3:59
12. "As You Wish" - 3:26
13. "Obsession Is Such An Ugly Word" - 5:56